# Deputato
Un deputato (part. pass. del verbo latino deputare, formato da de (di, da) e putare - ritenere, scegliere, considerare - nell'accezione di "colui che è stato scelto") è una persona che viene incaricata di eseguire un mandato in un'assemblea. Nella democrazia parlamentare vengono chiamati deputati i membri della Camera bassa.

## Parlamento europeo
Gli eletti al Parlamento europeo, in rappresentanza dei Paesi membri dell'Unione europea, hanno il titolo di deputati del Parlamento europeo.

## Italia
In Italia erano chiamati così dal 1848 al 1861 i membri della Camera dei deputati del Regno di Sardegna, dal 1861 al 1939 quelli della Camera dei deputati del Regno d'Italia, dal 1945 al 1946 quelli della Consulta Nazionale e dal 1946 al 1948 quelli dell'Assemblea Costituente.
Dal 1948 vengono così chiamati i membri della Camera dei deputati, che, secondo l'istituto della democrazia rappresentativa, sono i rappresentanti diretti dei cittadini, che li eleggono, nonché i membri dell'Assemblea regionale siciliana (nell'isola si distingue, infatti, fra deputati nazionali e deputati regionali).
Ogni deputato, secondo l'art. 67 Cost., quale membro del Parlamento italiano, rappresenta la Nazione nel suo insieme ed esercita le sue funzioni senza vincolo di mandato. La Costituzione della Repubblica Italiana fissa a 25 anni l'età minima per essere eletti (elettorato passivo).
I deputati, suddivisi in gruppi parlamentari che tipicamente coincidono con i partiti politici, possono proporre e votare disegni di legge, presentare interpellanze e interrogazioni al governo e proporre mozioni. I deputati operano anche nelle commissioni permanenti, che assolvono importanti compiti nella fase di discussione e di approvazione delle leggi. Il deputato non gode di una immunità per la quale non può essere penalmente perseguito senza l'autorizzazione della Camera dei deputati a seguito della riforma costituzionale del 1993, come stabilisce la Costituzione, e percepisce un'indennità economica, la cui misura è stabilita dalla legge, che ha la finalità di permettergli di svolgere la propria attività, senza problemi di carattere economico. Inoltre i deputati godono dell'insindacabilità, sancita dall'art. 68, co.1, Cost. quanto ai voti e alle opinioni espresse nell'esercizio delle loro funzioni.
Il salario annuo di un parlamentare italiano è pari a €192 000. Relativamente alle pensioni, ciascun parlamentare ottiene un vitalizio pari al 15% - 43% dello stipendio e ne ha diritto dopo aver prestato servizio per un totale di 5 anni.

## Regno Unito
Il Regno Unito contiene nel proprio ordinamento tipologie differenti di parlamento:
- nel Parlamento del Regno Unito, nel quale si trovano i membri eletti a intervalli irregolari nella Camera dei comuni e hanno il titolo di "membri del Parlamento" (abbreviato spesso in MP)

I membri della Camera dei comuni sono eletti dalle elezioni generali ogni cinque anni nel Regno Unito e rappresentano le varie costituenti della nazione, secondo quanto stabilito dal Parliament Act 1911.
Un candidato al parlamento del Regno Unito deve essere inglese, irlandese o cittadino del Commonwealth, superiore ai 18 anni di età e non deve ricoprire altre cariche pubbliche secondo quando stabilito dall'Electoral Administration Act 2006 (questo documento ha apportato nello specifico modifiche circa l'età che precedentemente era a 21 anni di età).
I membri del parlamento tecnicamente non possono dimettersi dal loro incarico (anche se possono rifiutare la carica al momento del conferimento). Il salario base annuo di un membro della Camera dei comuni da luglio 2015 è stato stabilito di £74000 (pari a €82 343). Alcuni parlamentari particolari - come i ministri, lo Speaker, i capi partito - ricevono un salario supplementare per le loro specifiche responsabilità. Il primo ministro percepisce uno stipendio pari a £130.959. Relativamente alle pensioni, ciascun parlamentare ottiene una pensione pari al valore dei contributi versati, che corrispondono a 1/40 - 1/50 dello stipendio.
Un parlamentare che ha prestato servizio per un totale di 26 anni ha diritto alla pensione.

### Altri parlamenti britannici
- il Parlamento scozzese, nel quale i membri che rappresentano la Scozia sono eletti ogni quattro anni e sono appunto chiamati "membri del Parlamento scozzese" (abbreviato in MSP per Member of Scottish Parliament)
- l'Assemblea dell'Irlanda del Nord che contiene i membri del parlamento per l'Irlanda del Nord che sono conosciuti come Membri dell'Assemblea Legislativa (abbreviato in MLA per Members of the Legislative Assembly). Tra il 1921 e il 1973, l'Irlanda del Nord venne governata dal Parlamento dell'Irlanda del Nord
- l'Assemblea nazionale per il Galles consistente in sessanta membri che però non compongono un vero e proprio parlamento e hanno il titolo di "membri dell'Assemblea" (in inglese Assembly Members (AMs) o, in gallese Aelod y Cynulliad, (AC).[9]

## Stati Uniti
Negli Stati Uniti d'America sono definiti "deputati" i membri della Camera dei rappresentanti (ingl. United States House of Representatives), uno dei due rami del parlamento.